# Одиннадцать мужчин вне игры
«Одиннадцать мужчин вне игры» (исл. Strákarnir okkar, англ. Eleven Men Out) — комедия режиссёра Роберта И. Дугласа о звезде футбола, которого выгнали из команды, когда стало известно, что он гомосексуал. Фильм участвовал в программах Международного кинофестиваля в Торонто (2005), Международного кинофестиваля в Берлине (2006) и Гавайского международного кинофестиваля.

## Сюжет
Оттар Тор — звезда профессионального исландского футбола. В интервью местной прессе Оттар признаётся, что он гей. Это вызывает большой переполох в команде, которую он покидает вскоре после того, как обнаруживается, что его отстранили от большинства матчей. Менеджером команды является отец Оттара, поэтому все, что произошло — это ещё и удар по семье.
Тор присоединяется к небольшой любительской команде, состоящей преимущественно из гомосексуалов. Отец настойчиво уговаривает его вернуться обратно. Оттар соглашается при условии, что его прежняя команда сыграет матч с командой геев. Отец принимает условие, не зная, что дата матча совпадает с датой гей парада, и тысячи геев и лесбиянок будут болельщиками.

## В ролях
| Актёр                    | Роль      |
| ------------------------ | --------- |
| Бьёрн Хлинур Харальдссон | Оттар Тор |
| Торстейн Бахман          | Георг     |
| Арнмандур Эрнст          | Магнус    |

## Дополнительная информация
- Критики отмечали, что история, рассказанная в фильме, похожа на сюжет немецкой картины «Забойный футбол».[1]